# Discografia dei KAT-TUN
Questa pagina contiene la discografia dei KAT-TUN, una boy band giapponese fondata nel 2006

## Album in studio
| Anno | Dettagli | Posizione massima | Certificazioni       |
| Anno | Dettagli | JPN               | Certificazioni       |
| ---- | --- | ----------------- | -------------------- |
| 2006 | Best of KAT-TUN - Data di pubblicazione: 22 marzo 2006 - Etichetta: J-One (JACA-5038) - Formati: CD                                 | 1                 | RIAJ: Triplo platino |
| 2007 | Cartoon KAT-TUN II You - Data di pubblicazione: 18 aprile 2007 - Etichetta: J-One (JACA-5055~5056) - Formati: CD                    | 1                 | RIAJ: Doppio platino |
| 2008 | KAT-TUN III: Queen of Pirates - Data di pubblicazione: 4 giugno 2008 - Etichetta: J-One (JACA-5099~5100) - Formati: CD              | 1                 | RIAJ: Platino        |
| 2009 | Break the Records: By You & For You - Data di pubblicazione: 29 aprile 2009 - Etichetta: J-One (JACA-5142, JACA-5143) - Formati: CD | 1                 | RIAJ: Platino        |
| 2010 | No More Pain - Release: 16 giugno 2010 - Etichetta: J-One (JACA-5224, JACA-5226) - Formati: CD                                      | 1                 | RIAJ: Oro            |
| 2012 | Chain - Release: 22 febbraio 2012 - Etichetta: J-One (JACA-5301/5302, JACA-5303) - Formati: CD + DVD , CD                           |                   |                      |

## Singoli
| Anno | Titolo                                        | Posizione massima | Album                               |
| Anno | Titolo                                        | JPN               | Album                               |
| ---- | --------------------------------------------- | ----------------- | ----------------------------------- |
| 2006 | Real Face                                     | 1                 | Best of KAT-TUN                     |
| 2006 | Signal                                        | 1                 | Cartoon KAT-TUN II You              |
| 2006 | Bokura no Machi de                            | 1                 | Cartoon KAT-TUN II You              |
| 2007 | Yorokobi no Uta                               | 1                 | KAT-TUN III: Queen of Pirates       |
| 2007 | Keep the Faith                                | 1                 | KAT-TUN III: Queen of Pirates       |
| 2008 | Lips                                          | 1                 | KAT-TUN III: Queen of Pirates       |
| 2008 | Don't U Ever Stop                             | 1                 | Break the Records: By You & For You |
| 2008 | White X'mas                                   | 1                 | Break the Records: By You & For You |
| 2009 | One Drop                                      | 1                 | Break the Records: By You & For You |
| 2009 | Rescue                                        | 1                 | Break the Records: By You & For You |
| 2010 | Love Yourself (Kimi ga kirai na kimi ga suki) | 1                 | No More Pain                        |
| 2010 | Going!                                        | 1                 | No More Pain                        |
| 2010 | Change Ur World                               | 1                 | Chain                               |
| 2011 | Ultimate Wheels                               | 1                 | Chain                               |
| 2011 | White                                         | 1                 | Chain                               |
| 2011 | Run for You                                   | 1                 | Chain                               |
| 2011 | Birth                                         | 1                 | Chain                               |
| 2012 | To the Limit                                  | 1                 |                                     |
| 2012 | Fumetsu no scrum                              | 1                 |                                     |
| 2013 | Expose (singolo)                              | 1                 |                                     |
| 2013 | Face to face (singolo)                        | 1                 |                                     |

## Video musicali
| Anno | Dettagli | Posizione massima | Certificazioni       |
| Anno | Dettagli | JPN               | Certificazioni       |
| ---- | --- | ----------------- | -------------------- |
| 2003 | Okyakusama wa Kamisama - Concert 55man nin Ai no Request ni Kotaete (お客様は神サマーConcert 55万人愛のリクエストに応えて！！?) - Data di pubblicazione: 26 febbraio 2003 - Etichetta: Johnny's Entertainment (JEBN-19) - Formati: DVD | 1                 | —                    |
| 2005 | KAT-TUN Live Kaizokuban (KAT-TUN Live 海賊帆?) - Data di pubblicazione: 3 maggio 2005 - Etichetta: J Storm (JABA-5008) - Formati: DVD                                                                                                  | 1                 | RIAJ: Platino        |
| 2006 | Real Face Film - Data di pubblicazione: 22 marzo 2006 - Etichetta: J-One (JABA-5011) - Formati: DVD | 1                 | RIAJ: Doppio platino |
| 2006 | Dream Boys - Data di pubblicazione: 28 giugno 2006 - Etichetta: J Storm (JABA-5012) - Formati: DVD | 1                 | RIAJ: oro            |
| 2007 | Live of KAT-TUN "Real Face" - Data di pubblicazione: 11 aprile 2007 - Etichetta: J-One (JABA-5016~5017) - Formati: DVD | 1                 | RIAJ: Platino        |
| 2007 | Tour 2007 Cartoon KAT-TUN Ⅱ You - Data di pubblicazione: 21 novembre 2007 - Etichetta: J-One (JABA-5029~5030, JABA-5031~5032) - Formati: DVD                                                                                           | 1                 | RIAJ: Oro            |
| 2009 | KAT-TUN Live Tour 2008 Queen Of Pirates - Data di pubblicazione: 1º gennaio 2009 - Etichetta: J-One (JABA-5044~5045) - Formati: DVD | 1                 | RIAJ: oro            |
| 2009 | KAT-TUN Live Break the Records - Data di pubblicazione: 16 dicembre 2009 - Etichetta: J-One (JABA-5062~5064, JABA-5065~5066) - Formati: DVD                                                                                            | 1                 | RIAJ: Oro            |
| 2010 | KAT-TUN~No More Pain~World Tour 2010 - Data di pubblicazione: 19 dicembre 2010 - Etichetta: J-One - Formati: DVD | 1                 | RIAJ: oro            |